# 水晶城 (安芸国)
水晶城（すいしがじょう）は、安芸国佐西郡（佐伯郡）石内（現在の広島市佐伯区石内）にあった日本の城。難攻不落で知られる。
この城の呼称である水晶城は、後にこの城地周辺から水晶が産出されたために名づけられたとされ、文献では石道本城もしくは石道新城の呼称があったことが窺える。呼称については、広島県埋蔵文化財調査センター「山陽自動車道建設に伴う埋蔵文化財発掘調査報告」（1986年）で、本城、新城ともに水晶城を指し示すと判断したが、広島市歴史科学教育事業団の「有井城跡発掘調査報告」（1993年）では、石道本城を有井城とし、石道新城が現在の水晶城と結論付けている。

## 構造
標高132mの山の頂上部を主郭とし、麓に向かって曲輪を配置した連郭式山城であるが、特徴としてその山全体に曲輪や堀切を配置していることが挙げられる。その城域は非常に広く、多くの兵士が駐屯できるようになっていた難攻不落の城塞であった。
立地的には、眼下に山陽道を見下ろす交通の要衝であった。

## 沿革
平安時代末期、治承・寿永の乱（源平合戦）の頃には源氏に味方していた佐々木国正が城主となり、この城に籠って平氏に抵抗したとされる。時代は下って戦国時代になると、この安芸西部に勢力を伸ばしていた周防国の戦国大名・大内氏の勢力下に入り、厳島神主家の当主・藤原興親が永正5年（1508年）に京都で死去すると、大内義興は厳島神主家の小幡興行が治める所領を接収、その後永正15年（1515年）永正12年に武田元繁の突然の侵攻により落城、その後大内氏により奪回し、（1518年）に大内氏の重臣であった杉甲斐守が水晶城の城番となった。しかし、大永3年（1523年）厳島神主家の一族である友田興藤が、神主家の家督を相続できなかったことに不満を持ち、謀反を起こした。興藤は水晶城を攻撃し、城を捨てて逃走した杉甲斐守を討ち取った。
乱の鎮圧後、水晶城には改めて麻生鎮里（家信の子とされる）が城番として入城し、その周辺の支配にあたった。しかし、天文23年（1554年）に安芸国の戦国大名・毛利元就と、大内氏の実権を握っていた陶晴賢が敵対すると、毛利軍は水晶城を攻撃し、麻生鎮里は降伏した。
毛利氏の支配が確定的となると、この水晶城よりも海に面した桜尾城が重要視されるようになり、また、城の規模が巨大過ぎて、多くの人員が確保できないと容易に落城するというマイナス面も考慮され、この水晶城も廃城となったと思われる。